# Sennar
Sennar (àrab: سنار, Sannār) és una ciutat del Sudan, a la riba oest del Nil Blau, capital de la wilaya de Sennar. Població: 130.000 habitants el 2005 i 143.059 el 2007. Té prop un gran llac format per una presa al riu coneguda com a Sennar Dam que fou acabada el 1925 i s'ha revelat fonamental per l'economia, ja que el 60% de la producció agrícola del país depèn de la seva aigua; la presa te 45 m de fondo i 3 km de llarg. Dona nom a la wilaya que la comprèn, de 37.844 km². La ciutat moderna fou construïda en el segle XX perquè la vella Sennar, que es troba a uns 17 km al sud-sud-est de l'antiga (que fou capital del regne Funj) fou definitivament abandonada després de ser destruïda pels mahdistes el 1885.

## Història
La vella Sennar fou des del 1504 capital del Regne dels Funj (Després, el 1523, Sultanat dels Funj de Senar) conegut com el Sultanat Negre. Fou després de 1523 que fou escollida com a capital permanent, ja que abans la residència reial era mobil. Rubat I (1616-1644) hi va fundar una mesquita que fou acabada per Badi II (1644-1681).
Sinnar era vers el 1700 una gran vila cosmopolita. Els viatgers descriuen la ciutat en aquest temps amb una gran plaça central que alguns dies esdevenia mercat, i lloc de reunió de soldats i de les cerimònies oficials com el lliurament del tribut pels vuit governadors provincials; a un costat hi havia la mesquita i a l'altra el palau; a la rodalia de palau hi havia el barri comercial, el barri dels personatges de segon orde, els provincials, etc. Més enllà hi havia el cementiri i a la vora del riu els jardins reials; el districte abraçava el territori a 70 km a l'entorn i depenia directament del rei, sent un dels més poblats; a l'oest del riu hi havia les terres concedides a membres de la família reial com la reina mare, o a santons i els seus deixebles; a l'est del riu hi havia els campaments dels esclaus, dels soldats i de les seves famílies; es calcula que vers el 1700 tenia uns cent mil habitants.
Al segle següent el trencament de la línia reial va erosionar la successió matrilineal i el control del comerç per l'estat i va fer entrar el regne en decadència; van sorgir línies patrilineals que es van disputar les terres i es van fundar 20 noves ciutats amb una classe mitjana que desafiava les prerrogatives reials. El 1762 va agafar el poder un grup de militars de baixa extracció (el clan Hamaj) que van posar un rei nominal i van actuar com a regents; a la mort del seu cap Muhammad Abu Likaylik (1775) el regne va caure en l'anarquia i la guerra civil. El 1787/1788 el 49è cap dels hamaj i quart regent, Nasir ibn Muhammad Abu Likaylik va fracassar contra un cop d'estat reialista i en revenja va incendiar la ciutat i els barris de la riba oest. El rei va recuperar el poder però la lluita va seguir. El febrer del 1804 els combats van permetre a un governador provincial dominar el palau durant dos mesos, sent llavors saquejat. Sennar fou llavors en part abandonada i la gent va passar a combatre al camp i als districtes dels esclaus de l'est de la vila que foren devastats. El 1821 els egipcis van entrar a la ciutat i van posar fi al soldanat; llavors Sennar estava en runes.
Fou domini egipci fins al 1885 en què va passar al Mahdi que la va destruir en la conquesta, i el 1898 va passar a mans dels britànics dins del protectorat del Sudan Angloegipci. El 1956 va formar part del Sudan independent. El 2011, després de la independència del Sudan del sud, Sennar va restar dins el Sudan (del nord).